# Islandske sage
Islandske sage so prozne pripovedi iz časov naseljevanja Islandije.
Iz junašje tradicije so v nekaterih evropskih srednjeveških slovstvstvih namesto obširnih junaških epov nastale krajše prozne pripovedi. Najznačilnejši primer so islandske sage. To so daljše ali krajše pripovedi v prozi. Nastale so v Norveškem, predvsem pa na Islandiji. Zapisali so jih v 12. in 13. stoletju. Islandske sage so pravzaprav poročilo iz časov od leta 900 do 1050, ko so otok naseljevali. Pripovedujejo o boju, maščevanju in junaški smrti islandskih kmetov. Sem sodijo tudi norveške sage o kraljih (npr. Snorrija Sturlusona /Zemeljska krogla/). Nekatere pa so tudi starejše in pripovedujejo o mistično preoblikovanih časih.
Ohranilo se je več kot 40 islandskih sag. Snovi in ideje izvirajo iz okolja prvotnih rodovno-plemenskih skupnosti in rodovnega plemstva, to je iz predfevdalne družbe in nastajajočega fevdalizma v posebnih nordijskih razmerah. Nekatere sage posegajo v motiviko evropskih junaških epov in pripovedk pa tudi pravljic. Pomemben motiv tipično islandskih sag je krvno maščevanje.
Način pripovedovanja je jedrnat, ton največkrat trgičen, slog stvaren, brez okrasnih pridevkov, vendar pa zelo bogat z dialogi. Med najbolj znane sage sodita saga o Njalu in saga o Hrafnkulu.